# 46e session du Comité du patrimoine mondial
La 46e session du Comité du patrimoine mondial s'est tenue du 21 au 31 juillet 2024 à New Delhi, en Inde.

## Liste

### Statistiques
La 46e session conduit à l'inscription de 23 nouveaux biens (18 culturels, 4 naturels et un mixte), ainsi qu'à l'extension de deux biens déjà inscrits. Un bien est placé sur la liste du patrimoine en péril, tandis qu'un autre la quitte.

### Inscriptions
Les biens suivants sont inscrits au patrimoine mondial.
| Id.  | Bien | Pays               | Superficie (ha) | Critères et notes | Coordonnées | Illus. |
| ---- | --- | ------------------ | --------------- | --- | --- | ------ |
| 1676 | Droits de l'homme, libération et réconciliation : les sites de mémoire de Nelson Mandela                       | Afrique du Sud     | 42,04           | Culturel, (vi) Bien sériel comprenant 14 sites distincts, liés à l'histoire politique du pays au XXe siècle, dont les Union Buildings, les sites commémorant le massacre de Sharpeville, et la Grande Place de Mqhekezweni, où Nelson Mandela vécut une partie de sa jeunesse.                                                               | 25° 44′ 28″ S, 28° 12′ 43″ E |        |
| 1723 | L'émergence de l'humanité moderne : les sites d'occupation du Pléistocène en Afrique du Sud                    | Afrique du Sud     | 57,4            | Culturel, (iii), (iv), (v) 3 sites : Diepkloof, Pinnacle Point, grotte de Sibudu. Le site proposé par l'Afrique du Sud sur sa liste indicative comprenaient trois autres grottes (Blombos, Border et rivière Klasies) qui ne sont pas retenus dans la protection finale.                                                                     | 32° 23′ 28″ S, 18° 27′ 11″ E 34° 12′ 43″ S, 22° 05′ 24″ E 29° 31′ 23″ S, 31° 05′ 10″ E |        |
| 1705 | Ensemble de la résidence de Schwerin                                                                           | Allemagne          |                 | Culturel, (iv) | 53° 37′ 30″ N, 11° 25′ 08″ E |        |
| 1712 | Le paysage culturel de la zone archéologique d'Al-Faw                                                          | Arabie saoudite    | 4 847,73        | Culturel, (vi) | 19° 45′ 54″ N, 45° 09′ 47″ E |        |
| 1673 | Grotte de Vjetrenica, Ravno                                                                                    | Bosnie-Herzégovine | 413,97          | Naturel, (x) | 42° 51′ 00″ N, 17° 58′ 59″ E |        |
| 1611 | Parc national de Lençóis Maranhenses                                                                           | Brésil             | 156 562         | Naturel, (vii), (viii) | 2° 31′ 59″ S, 43° 07′ 01″ O |        |
| 1713 | La Cour royale de Tiébélé                                                                                      | Burkina Faso       | 1,84            | Culturel, (iii) | 11° 05′ 24″ N, 0° 57′ 43″ O |        |
| 1714 | Axe central de Beijing : un ensemble de constructions représentant l'Ordre idéal de la capitale chinoise       | Chine              | 589             | Culturel, (iii), (vi) | 39° 54′ 25″ N, 116° 23′ 28″ E |        |
| 1638 | Désert de Badain Jaran — Tours de sable et lacs                                                                | Chine              | 726 291,41      | Naturel, (vii), (viii) | 40° 04′ 19″ N, 102° 12′ 36″ E |        |
| 13   | Melka Kunture et Balchit : sites archéologiques et paléontologiques de la région des hauts plateaux d'Éthiopie | Éthiopie           |                 | Culturel, (iii), (iv), (v) 6 sites : Gombore Garaba, Simbiro, Balchit, Kella, Wofi, Atebella | 8° 42′ 18″ N, 38° 35′ 56″ E 8° 42′ 25″ N, 38° 34′ 01″ E 8° 45′ 32″ N, 38° 37′ 08″ E 8° 43′ 01″ N, 38° 36′ 47″ E 8° 43′ 16″ N, 38° 34′ 34″ E 8° 44′ 17″ N, 38° 34′ 37″ E                                     |        |
| 1707 | Te Henua Enata – Les îles Marquises                                                                            | France             | 345 749         | Mixte, (iii), (vi), (vii), (ix), (x) 7 sites : Eiao-Hatutu, Nuku Hiva, Ua Pou, aire marine côtière de Ua Huka, Hiva Oa-Tahuata, Fatu Huku, Fatu Hiva | 7° 55′ 48″ S, 140° 34′ 48″ O 8° 52′ 01″ S, 140° 06′ 00″ O 9° 24′ 00″ S, 140° 04′ 01″ O 8° 54′ 00″ S, 139° 33′ 00″ O 9° 46′ 59″ S, 139° 00′ 00″ O 9° 26′ 10″ S, 138° 55′ 26″ O 10° 29′ 10″ S, 138° 39′ 00″ O |        |
| 1711 | Moidams (en) – système de tertres funéraires de la dynastie Ahom                                               | Inde               | 95,02           | Culturel, (iii), (iv) | 26° 56′ 28″ N, 94° 52′ 34″ E |        |
| 1716 | Hegmataneh | Iran               | 75              | Culturel, (ii), (iii) | 34° 48′ 22″ N, 48° 30′ 58″ E |        |
| 1708 | Via Appia. Regina Viarum                                                                                       | Italie             | 4 639,92        | Culturel, (iii), (iv), (vi) Bien sériel comprenant 19 sites distincts | 41° 17′ 35″ N, 13° 15′ 47″ E |        |
| 1698 | Mines d'or de l'île de Sado                                                                                    | Japon              |                 | Culturel, (iv) 3 sites : mines de Nishimikawa, Aikawa et Tsurushi. L'inscription ne fut possible qu'après la levée de l'objection de la Corée du Sud, à condition que le Japon ne cache pas l'exploitation et la discrimination dont ont été l'objet les travailleurs coréens contraints d'y travailler pendant la Seconde Guerre mondiale,. | 37° 54′ 40″ N, 138° 19′ 23″ E 38° 02′ 28″ N, 138° 15′ 29″ E 38° 01′ 34″ N, 138° 15′ 58″ E |        |
| 1721 | Umm Al-Jimāl                                                                                                   | Jordanie           | 42,584          | Culturel, (iii) | 32° 19′ 37″ N, 36° 22′ 12″ E |        |
| 1720 | La ville historique et site archéologique de Gedi                                                              | Kenya              | 20,81           | Culturel, (ii), (iii), (iv) | 3° 18′ 36″ S, 40° 00′ 58″ E |        |
| 1014 | Le patrimoine archéologique de l'ensemble des grottes du parc national de Niah                                 | Malaisie           | 3 690           | Culturel, (iii), (v) | 3° 48′ 50″ N, 113° 46′ 52″ E |        |
| 1749 | Monastère de Saint Hilarion/ Tell Umm Amer                                                                     | Palestine          | 1,3293          | Culturel, (ii), (iii), (vi) Le bien est directement inscrit sur la liste du patrimoine mondial en péril. | 31° 26′ 49″ N, 34° 22′ 01″ E |        |
| 1473 | Ensemble monumental de Brâncuși à Târgu Jiu                                                                    | Roumanie           | 26,58           | Culturel, (i), (ii) | 45° 02′ 20″ N, 23° 16′ 34″ E |        |
| 1718 | Frontières de l'Empire romain – Dacie                                                                          | Roumanie           | 1 491,6         | Culturel, (ii), (iii), (iv) | 47° 10′ 52″ N, 23° 09′ 32″ E |        |
| 1722 | Le Flow Country                                                                                                | Royaume-Uni        | 187,026         | Naturel, (ix) 7 sites : A' Mhòine (en)-Hope (en)-Loyal (en), Fiag, West Halladale (en), Skinsdale, East Halladale (en), Munsary et Shielton, Oliclett | 58° 22′ 59″ N, 4° 26′ 38″ O 58° 11′ 24″ N, 4° 35′ 49″ O 58° 23′ 56″ N, 4° 02′ 46″ O 58° 10′ 08″ N, 4° 06′ 25″ O 58° 19′ 48″ N, 3° 41′ 49″ O 58° 23′ 53″ N, 3° 20′ 06″ O 58° 22′ 48″ N, 3° 13′ 41″ O         |        |
| 1688 | Paysage culturel du lac Kenozero                                                                               | Russie             | 71 030,91       | Culturel, (iii) Le bien est situé dans le parc national du Kenozero, mais est inscrit sur un critère culturel | 61° 55′ 41″ N, 38° 10′ 23″ E |        |
| 1507 | Phu Phrabat, un témoignage de la tradition des pierres Sema de la période de Dvaravati                         | Thaïlande          | 585,955         | Culturel, (iii), (v) | 17° 43′ 59″ N, 102° 21′ 29″ E |        |

### Extensions
Les sites suivants font l'objet d'une extension significative.
| Id.  | Bien | Pays                               | Superficie (ha) | Critères et notes | Coordonnées | Illus. |
| ---- | --- | ---------------------------------- | --------------- | --- | --- | ------ |
| 1468 | Colonies de l'Église morave                                                                                       | Allemagne, États-Unis, Royaume-Uni |                 | Culturel, (iii), (iv) Le bien inscrit en 2015 ne concerne qu'un site au Danemark (Christiansfeld). L'extension de 2024 concerne trois pays : Allemagne (Herrnhut), États-Unis (Bethlehem) et Royaume-Uni (Gracehill (en))                                                                                        | 51° 00′ 50″ N, 14° 44′ 42″ E 40° 37′ 12″ N, 75° 22′ 48″ O 54° 51′ N, 6° 20′ O |        |
| 1606 | Sanctuaire d'oiseaux migrateurs le long du littoral de la mer Jaune et du golfe de Bohai de Chine (zh) (phase II) | Chine                              | 101 067,94      | Naturel, (x) La phase I, inscrite en 2019, comprenait 2 sites. La phase II en ajoute 10 : habitat migratoire de Chongming Dongtan, Shanghai, ancien cours, partie nord et partie sud de l'estuaire du fleuve Jaune, Dawenliu, habitat migratoire de Nandagang, mont Jiutou, île Shedao, rivière Dayang, Erdaogou | 31° 30′ 47″ N, 121° 59′ 56″ E 38° 06′ 32″ N, 118° 44′ 24″ E 37° 48′ 58″ N, 119° 11′ 56″ E 37° 46′ 16″ N, 119° 16′ 48″ E 37° 40′ 41″ N, 119° 11′ 17″ E 38° 30′ 11″ N, 117° 29′ 31″ E 38° 56′ 13″ N, 121° 08′ 31″ E 38° 57′ 07″ N, 120° 58′ 41″ E 39° 48′ 07″ N, 123° 38′ 10″ E 39° 47′ 28″ N, 123° 57′ 58″ E |        |

### Patrimoine en péril

#### Ajout
Le bien suivant est inscrit sur la  liste du patrimoine mondial en péril.
| Id.  | Bien                                       | Pays      | Critères et notes | Coordonnées                  | Illus. |
| ---- | ------------------------------------------ | --------- | --- | ---------------------------- | ------ |
| 1749 | Monastère de Saint Hilarion/ Tell Umm Amer | Palestine | Culturel, (ii), (iii), (vi) Inscrit au patrimoine mondial lors de la même session, le bien est directement considéré comme en péril, conséquence de l'invasion israélienne de la bande de Gaza. | 31° 26′ 49″ N, 34° 22′ 01″ E |        |

#### Retrait
Le bien suivant est retiré de la  liste du patrimoine mondial en péril.
| Id. | Bien                          | Pays    | Critères et notes | Coordonnées                  | Illus. |
| --- | ----------------------------- | ------- | --- | ---------------------------- | ------ |
| 153 | Parc national du Niokolo-Koba | Sénégal | Naturel, (x) Inscrit en 1981, le bien était en péril depuis 2007 à la suite de la diminution de sa faune, de l'intensification du braconnage et de l'exploitation du basalte ; il en est retiré grâce aux efforts de conservation entrepris par le Sénégal. | 13° 04′ 01″ N, 12° 43′ 01″ O |        |

### Proposition non-retenue
Le bien suivant, proposé pour examen lors de cette session, n'a pas conduit à une inscription.
| Id.  | Bien                                        | Pays   | Critères et notes         | Coordonnées                 | Illus. |
| ---- | ------------------------------------------- | ------ | ------------------------- | --------------------------- | ------ |
| 6205 | La route transisthmique coloniale du Panamá | Panama | Culturel, (iv), (v), (vi) | 9° 00′ 25″ N, 79° 29′ 06″ O |        |